# Euryusa sinuata
Euryusa sinuata är en skalbaggsart som beskrevs av Wilhelm Ferdinand Erichson 1837. Euryusa sinuata ingår i släktet Euryusa, och familjen kortvingar. Enligt den svenska rödlistan är arten sårbar i Sverige. Arten förekommer i Götaland, Gotland, Öland och Svealand. Artens livsmiljö är skogslandskap, jordbrukslandskap.